# Uvariopsis bisexualis
Uvariopsis bisexualis är en kirimojaväxtart som beskrevs av Bernard Verdcourt. Uvariopsis bisexualis ingår i släktet Uvariopsis och familjen kirimojaväxter. IUCN kategoriserar arten globalt som starkt hotad. Inga underarter finns listade i Catalogue of Life.